# Joan Calderó
Joan Calderó (Riudellots de la Selva 1704 - ?) va ser sagristà curat de Riudellots durant un llarg període (1728-1781). Generalment, és conegut per ser el redactor d'una consueta, un llibre manuscrit, en el qual anotava, tot seguint el calendari de 1763, les pràctiques consuetudinàries de la parròquia.

## Biografia
Joan Calderó era fill d'una família benestant que ostentava, des de 1675, el títol de ciutadans honrats de Barcelona. Aquests eren amos tres masos, un molí fariner i una extensió superior a les 344 vessanes de terra. El 1728 havia aconseguit un benefici de 2.940 lliures que va permutar tot seguit amb la sagristia curada de Riudellots, de tal manera que es feia responsable de la vida religiosa de tota la comunitat local.
El 1776, en redactar el testament, va disposar que el seu cos fos enterrat en la sepultura que ell mateix havia fet construir el 1731, a l'interior de l'església, amb l'escut familiar dels Calderó.
La consueta que va redactar Joan Calderó, el 1763, permet aproximar-nos a la seva personalitat i als pensaments del seu redactor. Es tractava, en primer lloc d'un clergue amb un considerable nivell d'instrucció, perquè no es va limitar a una consueta de circumstàncies amb l'objectiu de conèixer els costums de la parròquia i evitar possibles conflictes, ni tampoc es va acontentar a enregistrar, de manera sumària, freda i burocratizada les pràctiques rituals i litúrgigues de Riudellots.
Al contrari, Joan Calderó amplia les informacions pròpies de la consueta amb notícies de valor històric local, com la notícia del trasllat de la vila el 1430. També, dona compte de canvis i discontinuïtats en els costums locals o de resistències populars a deixar de celebrar determinades pràctiques prohibides per l'episcopat, com ara la romeria de Sant Roc de Vilablareix, prohibida el 1717 i feta d'amagatotis fins al 1740. També, com si fos un dietari o llibre de memòries, relata les inundacions de l'octubre de 1763 i una aguda crisi alimentària experimentada en el Principat l'any 1764.